# Eurytoma quercipisi
Eurytoma quercipisi är en stekelart som först beskrevs av Fitch 1859.  Eurytoma quercipisi ingår i släktet Eurytoma och familjen kragglanssteklar. Inga underarter finns listade i Catalogue of Life.